# 田応璜
田 応璜（でん おうこう）は中華民国の政治家。北京政府、安徽派に属した。字は子琮。

## 事績
清の挙人で、知県をつとめる。1912年（民国元年）、施鶴司令部参謀長、山西都督府高等顧問、署帰綏観察使に任じられた。その翌年に参議院議員になる。1914年（民国3年）6月、約法会議議員、清史館編修に任じられた。
1916年（民国5年）、国会回復とともに、参議院議員に返り咲く。翌年9月、臨時参議院議員として憲法協議会を組織した。1918年（民国7年）3月、王揖唐が安福倶楽部を組織すると、その幹部となる。8月に安福国会が成立すると、その副議長に選出された。
1922年（民国11年）、国会が再開されると、参議院議長に選出された。1926年（民国15年）6月には署理内務総長に任じられたが、翌月に早くも辞任した。1927年（民国16年）には安国軍総司令部政治討論会会員に任命されるも、その年に死去した。享年62。